# Boček z Opatovic
Boček z Opatovic byl moravský šlechtic z líšnické větve rodu pánů z Kunštátu.

## Život
Jeho otcem byl zakladatel líšnické větve Boček z Líšnice. 
První písemná zmínka o Bočkovi z Opatovic pochází z roku 1396, kdy se připojil k landfrýdu. Roku 1397 nechal zapsat své ženě Elišce věno na Líšnici. Po obnovení bojů mezi moravskými markrabaty se přidal na stranu Jošta Lucemburského. Bojů se přímo neúčastnil, podporoval ho však finančně. 
Roku 1405 došlo k formálnímu rozdělení dědictví a Boček obdržel Velké Opatovice. Rodové sídlo zůstalo jeho bratrům Heraltovi a Oldřichovi. Poté se Boček často uvádí v listinách při koupi dalšího majetku. Po vypuknutí husitských válek se uvádí ještě roku 1421, z listin vyplývá, že zemřel patrně roku 1434.
Zanechal po sobě jediného syna, kterým byl Procek z Kunštátu a Opatovic.